# Абстрактний хіп-хоп
Абстрактний хіп-хоп (абстрактний реп, експериментальний хіп-хоп) — піджанр хіп-хопу, який є його андеграундним напрямком, хоча також зустрічається у виконанні реперів світової сцени.
Напрямок — хіп-хоп.
Абстрактний хіп-хоп є різновидом альтернативної музики, проте, на відміну від родинних йому жанрів, його відмінною рисою є не звучання, а смислова спрямованість текстів. Зміст треків може бути різним — від філософських міркувань про життя і смерті, самотності та духовності до оголення соціальних проблем.
В основі мінуса абстрактного хіп-хопу може лежати найрізноманітніша музика. Це можуть бути джазові семпли, що поєднуються з ефектами з нойза, також елементи балади, блюзу і багато інших. Деякі виконавці накладають свій речитатив навіть на IDM. З цих причин абстрактний хіп-хоп можна віднести до підвиду експериментальної музики.
Яскравим представником жанру в Україні є The Cancel.